# Андроново (Духовщинский район)
Андроново — деревня в Духовщинском районе Смоленской области России. Входит в состав Третьяковского сельского поселения. Население — 75 жителей (2007 год). 
Расположена в северной части области в 4 км к северо-востоку от Духовщины, в 4 км восточнее автодороги Р136 Смоленск — Нелидово. В 21 км юго-восточнее деревни расположена железнодорожная станция Ярцево на линии Москва — Минск. 

## История
В годы Великой Отечественной войны деревня была оккупирована гитлеровскими войсками в июле 1941 года, освобождена в сентябре 1943 года.

## Известные уроженцы
- Новосельцев, Иван Хрисанфович — советский актёр.